# FAM86B2
FAM86B2 (англ. Family with sequence similarity 86 member B2) – білок, який кодується однойменним геном, розташованим у людей на 8-й хромосомі. Довжина поліпептидного ланцюга білка становить 330 амінокислот, а молекулярна маса — 36 771.
| 10         |  | 20         |  | 30         |  | 40         |  | 50         |
| ---------- |  | ---------- |  | ---------- |  | ---------- |  | ---------- |
| MAPEENAGTE |  | LLLQGFERRF |  | LAVRTLRSFP |  | WQSLEAKLRD |  | SSDSELLRDI |
| LQKTVRHPVC |  | VKHPPSVKYA |  | WCFLSELIKK |  | HEAVHTEPLD |  | KLYEVLAETL |
| MAKESTQGHR |  | SYLLSSGGSV |  | TLSKSTAIIS |  | HGTTGLVTWD |  | AALYLAEWAI |
| ENPAAFINRT |  | VLELGSGAGL |  | TGLAICKMCR |  | PRAYIFSDPH |  | SRILEQLRGN |
| VLLNGLSLEA |  | DITGNLDSPR |  | VTVAQLDWDV |  | AMVHQLSAFQ |  | PDVVIAADVL |
| YCPEAIVSLV |  | GVLQRLAACR |  | EHKRAPEVYV |  | AFTVRNPETC |  | QLFTTELGRD |
| GIRWEAEAHH |  | DQKLFPYGEH |  | LEMAMLNLTL |  |            |  |            |

A: Аланін

C: Цистеїн

D: Аспарагінова кислота

E: Глутамінова кислота

F: Фенілаланін

G: Гліцин

H: Гістидин

I: Ізолейцин

K: Лізин

L: Лейцин

M: Метіонін

N: Аспарагін

P: Пролін

Q: Глутамін

R: Аргінін

S: Серин

T: Треонін

V: Валін

W: Триптофан

Кодований геном білок за функціями належить до трансфераз, метилтрансфераз. 
Білок має сайт для зв'язування з S-аденозил-L-метіоніном. 